# Philoponella bella
Philoponella bella là một loài nhện trong họ Uloboridae.
Loài này thuộc chi Philoponella. Philoponella bella được miêu tả năm 1979 bởi Opell.